# インディアンごっこ
『インディアンごっこ』（原題：Two Little Indians）は、『トムとジェリー』の短編作品の一つ。1953年10月17日公開。NHK版では『2匹のネズミ』と題されていた(詳細後述)。日本においては2004年1月1日以降パブリックドメインである。

## スタッフ
- 監督 - ウィリアム・ハンナ、ジョセフ・バーベラ
- 製作 - フレッド・クインビー
- 作画 - ケネス・ミューズ、エド・バージ、レイ・パターソン、アーヴン・スペンス
- 背景 - ロバート・ジェントル
- 音楽 - スコット・ブラッドリー

## 作品内容
インディアンの格好をした2匹の子ネズミがボーイスカウトのチーフであるジェリー宅を訪ねて来た。
| 「 | 親愛なるジェリー殿。こちらがあなたにハイキング旅行へお連れするとお約束いただいた小さな孤児です。 この度はありがとうございます。“バイダウィー・マウス・ホーム” | 」 |

快く子ネズミらを引き受けたジェリーは遊んでやることに。ところがすっかりインディアンになりきってしまった彼らは、ジェリーが目を離した隙にトムやスパイクらに対し弓矢を放つわ、顔に落書きするわの悪戯し放題。
挙句の果てに2匹の子ネズミはインディアン砦を作り、スパイクを酋長に偽装。トムまでもが狩人に扮し子ネズミと戦う羽目に。トムは猟銃や弓矢でジェリーと子ネズミを倒そうとするもことごとく失敗。挙句の果てには子ネズミに火薬入れから漏れ出した火薬に火を点けられ、ガレージのガス缶・石油缶に引火、爆発事故に巻き込まれ、ついに白旗を上げるのであった。
かくして小さなインディアン達と和解したトムは友好の印として「聖なるパイプ」の儀式に加わる。しかし、煙をうまく吐き出せず誤飲してしまうのだった。

## 登場キャラクター
トム
寝ていたところをジェリーと2匹の子ネズミに弓で撃たれ、その仕返しとしてインディアンの狩人に扮してネズミたちと対決。ジェリーこそ捕まえて柱に縄で拘束したものの、すばしっこい子ネズミたちの前には防戦一方となり、やがて子ネズミを猟銃で追いかける最中、火薬入れの蓋をもう1匹の子ネズミに開けられて火薬をこぼされ、（こぼれた火薬にマッチで火を点けられたため）最終的に爆発事故へと巻き込まれてしまう。自身は爆発で潰れた小屋の下敷きになり降参の白旗を上げた。
ジェリー
ボーイスカウトのチーフとして、孤児院からやって来た2匹の子ネズミを迎え入れる。トムやスパイクへイタズラを仕掛ける子ネズミたちにヒヤリとさせられながらも制止するが、トムへの弓矢攻撃は止められず、怒ったトムと真っ向勝負する形になる。
2匹の子ネズミ
孤児院からトムの家へやって来た。容姿はいずれもニブルスに似ており、身につけた羽飾りの色がそれぞれ異なる。当初は寝ていたスパイクとトムを弓矢で攻撃しようとしてジェリーに制止され、やがて弓矢がトムに命中し寝ていたトムを起こしたのをきっかけにトムと対決する。ジェリーがトムに捕まると、（ポップアップ式トースターから出す煙で狼煙を上げ、根元に顔を描いたバドミントンシャトルを柵の隙間に複数個並べる方法で）インディアンの集落を偽装しトムを挑発する。その後も弓矢によるトムへの攻撃を繰り返した末、トムが提げていた火薬入れの火薬をこぼしマッチで火を点けることでとどめを刺した。
スパイク
外で寝ていたところ子ネズミに口蓋垂を弓矢で撃たれそうになるが、間一髪で止めに入ったジェリーによって難を逃れた。その後は（自身が寝ている間に）2匹の子ネズミによってインディアンの酋長に仕立て上げられ、これを見たトムが悲鳴を上げた。

## 日本でのテレビ放映
- TBS系および他系列で1964年～1990年頃まで時折放映された。DVDにも収録。
- 近年アメリカ合衆国では「インディアン」という呼称自体が差別的であるとして、また間違った命名の歴史を反映しているとして使わなくなってきている。このような情勢から、2013年9月3日・2014年6月10日にNHK BSプレミアムで放送された際は邦題が『二匹のネズミ』に改題された。

## 備考
- ハンナ＝バーベラ作品ではこの話以降、トムの眉間の白い毛が描かれなくなった。